# Катаробіонти
Катаробіонти (від грец. katharos — чистий та bios — життя) — організми, які мешкають тільки у чистих і холодних водах з високою концентрацією розчиненого кисню (наприклад, форель, водяний мох).